# Piletocera albimixtalis
Piletocera albimixtalis là một loài bướm đêm trong họ Crambidae.